# 乱孝寿
乱 孝寿（らん こうじゅ、1941年5月2日 - ）は、日本の女優である。1967年（昭和42年）に新劇女優から転向して映画界にデビュー以来、多数の映画に出演しており、その出演作は400本を超え、「ピンク映画最多出演女優」として知られる。コメディエンヌとしての実力には定評があり、浅草松竹演芸場や日光江戸村の舞台のほか、『生きてるうちが花なのよ死んだらそれまでよ党宣言』（監督森﨑東、1985年）、『君は裸足の神を見たか』（監督金秀吉、1986年）にも出演した。
allcinemaの項の読み「らん たかひさ」は誤り。

## 人物・来歴

### 新劇から成人映画へ
1941年（昭和16年）5月2日、大東亜戦争開戦前の大阪府大阪市に生まれる。
1957年（昭和32年）4月、新制高等学校に進学するも、中途退学し、新劇の道を進む。所属劇団名等は不明であるが、演劇歴10年を経て、劇団の公演のための前売りノルマを長期滞納し、窮余の策としてピンク映画に出演することにした。1967年（昭和42年）、新藤孝衛が監督した大月麗子の初主演作『初もの 日本㊙風俗史』が、そのデビュー作である。当時すでに乱は満26歳であった。乱を新藤に紹介したのは、おなじ新劇出身で野上正義（1940年 - 2010年）の劇団の先輩でもあった椙山拳一郎（1934年 - 2015年）である。乱の回想によれば、デビュー作を含め当初はヌードシーンのない脇役女優であったが、透視メガネをかけると服が透けて見える設定の作品で、野上が当初予定のなかった乱のほうを見る芝居をしたため、設定変更してヌードにならざるを得なくなったのが最初であったという。
『日本映画発達史』の田中純一郎は、同書のなかで黎明期の成人映画界のおもな出演者として、扇町京子、橘桂子、城山路子（光岡早苗と同一人物）、内田高子、香取環、新高恵子、松井康子、西朱実、朝日陽子、火鳥こずえ、華村明子、森美沙、湯川美沙、光岡早苗、路加奈子、有川二郎、里見孝二、川部修詩、佐伯秀男の名を挙げているが、乱の名は挙げられていない。これは映画界へのデビューが遅かったためであり、年齢的には、松井康子（1939年 - ）、扇町京子（1940年 - ）、内田高子（1942年 - ）、路加奈子（1943年 - ）、火鳥こずえ（1943年 - ）、清水世津（1943年 - ）らと同世代であり、舞台女優としてのキャリアはさらに長い。当初は年下の大月の主演作への助演であり、乱よりも若い桂奈美や谷ナオミの主演作に多く助演していたが、1968年（昭和43年）6月に公開された『白い快感』（監督福田晴一）では、主演女優として記録されている。
同年には、まだ「日活ロマンポルノ」（1971年 - 1988年）を開始していなかった日活がいくつか成人映画に触手を伸ばしており、児井英生の青山プロダクションが製作した『女浮世風呂』（監督井田探、脚本山崎巌）に清水世津、辰巳典子、美矢かほる、林美樹、谷ナオミ、大月麗子、内田高子、火鳥こずえらとともに出演、同じく『ある色魔の告白 色欲の果て』（監督江崎実生、脚本山崎巌）に大月麗子、清水世津、高月絢子、火鳥こずえ、辰巳典子、美矢かほる、橘桂子、林美樹、高鳥和子、真湖道代らとともに出演、さらに『秘帳 女浮世草紙』（監督井田探、構成小川欽也、脚本山崎巌）に火鳥こずえ、辰巳典子、真湖道代、林美樹、中原かほる、高月絢子らとともに出演、それぞれ同年7月10日、同年8月14日、同年10月19日に公開された。いずれも助演であったが、演技力には定評があり、若松孝二率いる若松プロダクションが製作した『毛の生えた拳銃』（監督大和屋竺、1968年5月公開）、『処女ゲバゲバ』（監督若松孝二、1969年7月11日公開）、『ゆけゆけ二度目の処女』（監督若松孝二、1969年10月公開）にも起用された。同年12月1日に発行された専門誌『成人映画』第35号（現代工房）の表紙に起用された。
1971年（昭和46年）11月、日活が成人映画路線に全面的に舵を切り、同月20日に公開された『団地妻 昼下りの情事』（監督西村昭五郎、主演白川和子）と『色暦大奥秘話』（監督林功、主演小川節子）をもって「日活ロマンポルノ」を開始する。乱はこの『色暦大奥秘話』に「音羽」役で助演している。翌1972年（昭和46年）1月18日に公開された『ラブ・ハンター 恋の狩人』（監督山口清一郎、主演原英美）にも引き続き出演したが、同作は、同月、刑法第175条のわいせつ図画公然陳列罪と同配布容疑で警視庁に摘発された（日活ロマンポルノ事件）。以降も、大蔵映画を中心にしつつ、日活ロマンポルノにも出演した。大蔵映画の社長・大蔵貢（1899年 - 1978年）、その弟で副社長の近江俊郎（1918年 - 1992年）にはかわいがられたという。
『日本映画俳優全集・女優編』の乱の項を執筆した小田克也は「性格は古風で律儀。映画は芝居で鍛えたせいか、どんな役でも器用にこなし、コメディを演じてもペイソスがにじみ出る」と乱を評した。『昭和桃色映画館』の鈴木義昭によれば、山本晋也が監督した『未亡人下宿』（1968年）をはじめ、小川欽也の監督作等、コメディ映画に多く出演しており、鈴木曰く「乱さんのコミカルな演技は忘れられない」という。乱自身も「喜劇以外はお芝居じゃないと思っていた」と語っている。喜劇女優としての実力を評価され、浅草松竹演芸場（1983年閉館）での『お笑い横丁』等の舞台にも起用された。

### 舞台への回帰とATG
1975年（昭和50年）には自らが座長を務める劇団「艶舞座」の活動を始めており、翌1976年（昭和51年）10月11日には、西船ミュージック劇場（1969年6月11日開館）で、藤ひろ子、ティミー杉本、木南清、ふじやま竜とともに舞台に上がっている。前出の小田克也によれば、1970年代後半に入って同劇団座長としての地方公演が多かったという。1980年代に入ると、諸記録に残る出演数が減少するが、1985年（昭和60年）5月11日に公開された森崎東監督の『生きてるうちが花なのよ死んだらそれまでよ党宣言』、1986年（昭和61年）4月26日に公開された金秀吉監督の『君は裸足の神を見たか』といったATG配給作品に起用されている。1988年（昭和63年）に日光江戸村の専務取締役に就任した中山昭二（1928年 - 1998年）に誘われ、日光江戸村劇団に参加、活動拠点を栃木県日光市に移す。中山とは紀伊國屋ホールでの舞台演劇等で共演したことがあるという。1992年（平成4年）には、江戸村が製作した連続テレビ映画『徳川無頼帳』、1995年（平成7年）には同じく『姫将軍大あばれ』にも出演した。1998年（平成10年）12月1日に中山が死去し、江戸村を辞した。
還暦を迎えた2001年（平成13年）にも『姉妹OL 抱きしめたい』（監督田尻裕司）に出演しており、最新の出演作は、久保新二に誘われて出演した、2009年（平成21年）1月10日公開の『Mの呪縛』（監督新里猛）である。2011年（平成23年）5月27日に発行された『昭和桃色映画館 まぼろしの女優、伝説の性豪、闇の中の活動屋たち』（鈴木義昭）にインタヴューが収録された。同書によれば、癌克服以降、オイルセラピーのセラピストとして活動をしている。現在、日光市在住。

### 再評価
2009年（平成21年）1月17日 - 同年2月6日にシネマヴェーラ渋谷で行なわれた「森崎東の現在」の特集上映で、出演作『生きてるうちが花なのよ死んだらそれまでよ党宣言』が上映された。同年11月7日 - 同20日に同館で行なわれた洞口依子の出演作を集めた「洞口依子映画祭」の特集上映で、出演作『君は裸足の神を見たか』が上映された。
2011年（平成23年）5月7日 - 同年6月3日に同館で行なわれた「官能の帝国4」の特集上映で、出演作『ラブ・ハンター 恋の狩人』が上映された。同年10月23日 - 同24日に神戸映画資料館で行なわれた「第三の伝説 追憶 向井寛の世界」の特集上映で、出演作『秘伝腹芸十八番』（監督向井寛、1969年）が上映された。2012年（平成24年）9月28日 - 同29日に同館で行なわれた「プロ鷹クロニクル PART-1」の特集上映で、出演作『或る色魔』（監督木俣堯喬、1968年）が16mmフィルム版上映用プリントで上映された。

## おもなフィルモグラフィ
記録にみられるおもな作品の一覧であり、クレジットはすべて「出演」である。東京国立近代美術館フィルムセンター（NFC）等の所蔵・現存状況についても記す。

### 1967年
- 『初もの 日本㊙風俗史』[8]（『日本㊙風俗史・初もの』[1][9]） : 製作原田博幸、監督新藤孝衛、主演大月麗子、製作青年芸術映画協会、配給関東ムービー配給社、1967年公開（成人映画・映倫番号 不明） - 出演（初出演）[1]

### 1968年
- 『好色番外地 色道仁義』（『色道仁義』[9]） : 製作山辺信雄、企画岸信太郎、監督三樹英樹、脚本団鬼六、主演野上正義・山本昌平、製作ヤマベプロダクション、配給日本シネマ、1968年3月公開（成人映画・映倫番号 15295） - 出演・「愛子」役
- 『セックス』 : 監督小川鉄也、主演桂奈美、製作・配給大蔵映画、1968年3月26日公開（成人映画・映倫番号 不明） - 出演・「知念」役
- 『犯す』（改題『毛の生えた拳銃』） : 企画・製作若松孝二、監督大和屋竺、助監督小水一男・秋山未知汚、主演麿赤児・大久保鷹、製作若松プロダクション、1968年5月公開（成人映画・映倫番号 不明） - 出演・「花子」役、『犯す』題の65分の上映用プリントをNFCが所蔵[8]
- 『花と蛇より 肉の飼育』 : 製作山辺信雄、監督松原次郎・岸信太郎、脚本団鬼六、主演谷ナオミ、製作ヤマベプロダクション、1968年6月公開（成人映画・映倫番号 15363）
- 『エロチック風土記 替え床』 : 監督関孝二、製作新日本映画、配給国映、1968年6月公開（成人映画・映倫番号 15368）
- 『白い快感』 : 企画・製作菜穂俊一、監督福田晴一、共演松本由美子、製作・配給ワールド映画、1968年6月公開（成人映画・映倫番号 15382） - 主演
- 『女浮世風呂』 : 企画児井英生、監督井田探、脚本山崎巌、主演葉山良二、製作青山プロダクション:、配給日活、1968年7月10日公開（成人映画・映倫番号 15430） - 出演・「つる」役
- 『ある色魔の告白 色欲の果て』 : 企画児井英生、監督江崎実生、脚本山崎巌、主演藤木孝・高品格、製作青山プロダクション、配給日活、1968年8月14日公開（成人映画・映倫番号 15484） - 出演・「加納マリ」役
- 『色道一代 女の壷ふり』[8]（『女の壷ぶり』[9][10]『色道一代 女の壺ぶり』） : 製作鷲尾飛天丸、企画千葉実、監督梅沢薫、脚本団鬼六、共演長田丈二、製作・配給日本シネマ、1968年8月公開（成人映画・映倫番号 15460） - 主演、68分の上映用プリントをNFCが所蔵[8]
- 『女のうれし泣き』 : 企画・製作結城眞吾、監督武田有生、主演辰巳典子、製作・配給六邦映画、1968年8月公開（成人映画・映倫番号 15468） - 出演、64分の上映用プリントをNFCが所蔵[8]
- 『処女解禁』 : 監督都築葉之助、共演林美樹・秋川玲子、製作・配給大蔵映画、1968年10月1日公開（成人映画・映倫番号 15552） - 主演
- 『続・肉体女優日記』 : 製作中沢鋭二、監督佐々木元、共演清水世津・林美樹、製作前衛企画、配給日本シネマ、1968年10月公開（成人映画・映倫番号 不明） - 主演・「太田友子」役
- 『秘帳 女浮世草紙』 : 企画児井英生、監督井田探、脚本山崎巌、主演葉山良二・名和宏、製作青山プロダクション、配給日活、1968年10月19日公開（成人映画・映倫番号 15595） - 出演・「しげ」役
- 『セックス人間』 : 監督関孝二、主演浜田エミ・真湖道代、製作・配給国映、1968年11月公開（成人映画・映倫番号 不明）
- 『トルコ風呂 夜ごとの情熱』（『トルコブロ夜ごとの情熱』[15]） : 監督小川欽也、主演中原かほる、製作・配給大蔵映画、1968年11月2日公開（成人映画・映倫番号 15602） - 出演・「吉川スミ」役
- 『歓びのセックス』 : 企画・製作菜穂俊一、監督奥脇敏夫、脚本渡辺忠、主演真湖道代、製作・配給ワールド映画、1968年公開（成人映画・映倫番号 不明） - 出演・「早苗」役
- 『人生㊙劇場 壺あらそい』 : 監督小川欽也、脚本団鬼六、助監督今井敏夫、主演美矢かほる、製作・配給MAGプロモーション、1968年公開（成人映画・映倫番号 不明） - 出演、72分の上映用プリントをNFCが所蔵[8]
- 『或る色魔』 : 企画・監督・脚本木俣堯喬、主演桂奈美、製作・配給プロダクション鷹、1968年公開（成人映画・映倫番号 不明） - 出演、57分の16mmフィルム版プリントが現存[28]
- 『婦女惨殺!!』 : 監督小川欽也、出演辰巳典子、製作・配給ワールド映画、1968年公開（成人映画・映倫番号 不明）

### 1969年
- 『貞操帯』 : 企画・製作清一世、監督山本晋也、主演林美樹、製作東京興映、配給新東宝興業、1969年2月公開（成人映画・映倫番号 不明）
- 『素肌の密戯』（『素肌の密戟』） : 監督武田有生、主演辰巳典子・大月麗子、製作・配給六邦映画、1969年2月公開（成人映画・映倫番号 15735）
- 『女色の悦楽』 : 監督小川欽也、主演二条朱美、製作・配給大蔵映画、1969年3月4日公開（成人映画・映倫番号 15758）
- 『好色一代 無法松』 : 企画・監督武田有生、主演港雄一・辰巳典子、製作・配給六邦映画、1969年3月公開（成人映画・映倫番号 15765）
- 『異常の性 年上の女』 : 企画・製作清一世、監督萩原遼、助監督栗原幸治、共演嵯波美也子・大月麗子、製作東京興映、配給新東宝興業、1969年4月公開（成人映画・映倫番号 不明） - 主演
- 『性の回転』 : 監督小川欽也、主演二条朱美、製作・配給大蔵映画、1969年4月1日公開（成人映画・映倫番号 15798）
- 『いろ卍』 : 企画・製作清一世、監督橘明、助監督栗原幸治、主演林美樹、製作東京興映、配給新東宝興業、1969年5月公開（成人映画・映倫番号 不明）
- 『情事のあと始末』 : 監督酒匂真直、主演珠瑠美、製作・配給六邦映画、1969年5月公開（成人映画・映倫番号 15875）
- 『乳房開眼』 : 監督福田晴一、製作福田プロダクション、配給関東映配、1969年5月公開（成人映画・映倫番号 15891） - 主演
- 『㊙妾』 : 監督北見一郎、主演仲小路慧理、製作朝倉プロダクション、配給国映、1969年6月公開（成人映画・映倫番号 15869）
- 『未亡人下宿』 : 企画・製作清一世、監督山本晋也、助監督栗原幸治、主演森美千代・小島マリ、製作東京興映、配給新東宝興業、1969年6月公開（成人映画・映倫番号 15916）
- 『秘伝腹芸十八番』 : 監督向井寛、主演火鳥こずえ、製作・配給新東宝興業、1969年6月公開（成人映画・映倫番号 15918）
- 『競艶おんな極道 色道二十八人衆』 : 監督武田有生、主演珠瑠美・林美樹、製作・配給六邦映画、1969年5月審査・6月公開（成人映画・映倫番号 15919）
- 『十八才の妖婦』（『十八歳の妖婦』） : 監督武田有生、脚本冠太郎、主演御所千景・森三千代、製作中央プロダクション、配給中央映画、1969年6月21日審査・公開（成人映画・映倫番号 不明） - 出演、64分の上映用ポジプリントをNFCが所蔵[8]
- 『処女ゲバゲバ（フランス語版）』 : 企画・製作・監督若松孝二、脚本出口出、助監督小水一男・秋山未知汚、主演芦川絵里、製作・配給若松プロダクション、1969年7月11日公開（成人映画・映倫番号 不明） - 出演・「絹代」役、62分の上映用ポジプリントをNFCが所蔵[8]
- 『処女暴露』 : 監督小川欽也、主演二条朱美、製作・配給大蔵映画、1969年7月15日公開（成人映画・映倫番号 15958）
- 『生娘悶絶』 : 監督小川欽也、主演二条朱美、製作・配給大蔵映画、1969年9月2日公開（成人映画・映倫番号 16008）
- 『肉体の罠』 : 監督小川欽也、主演二条朱美、製作・配給大蔵映画、1969年10月7日公開（成人映画・映倫番号 16065）
- 『ゆけゆけ二度目の処女（英語版）』 : 企画・製作・監督若松孝二、脚本出口出、主演小桜ミミ・秋山未痴汚、製作若松プロダクション、配給日本シネマ、1969年10月公開（成人映画・映倫番号 不明） - 出演、65分の原版が現存・2007年紀伊國屋書店がDVDビデオグラム発売

### 1970年
- 『女子寮情痴図』 : 監督小川欽也、主演林美樹、製作・配給大蔵映画、1970年1月22日審査・3月3日公開（成人映画・映倫番号 16227）
- 『乳房解禁』 : 監督小川欽也、主演二条朱美、製作・配給大蔵映画、1970年3月20日審査・31日公開（成人映画・映倫番号 不明）
- 『野獣都市』 : 監督福田純、原作大藪春彦、脚本石松愛弘、主演黒沢年男、製作・配給東宝、1970年5月23日公開（成人映画・映倫番号 16276） - 出演・「ホテルの女」役
- 『金髪のうめき』 : 監督小川欽也（秋野大作とも[9][10][12]辻正孝とも）、主演ダナ・ケイ、製作エイトプロダクション、配給大蔵映画、1970年5月23日審査・7月14日公開（成人映画・映倫番号 16385）
- 『現代女子学生 性の告白』（『現代女子学生の告白』） : 監督北見一郎、脚本萩原新八、主演林美樹、製作・配給葵映画、1970年10月7日審査・同月公開（成人映画・映倫番号 16534）
- 『エロエロ入門』 : 監督関孝二、主演小島マリ、製作東京プロダクション、配給国映、1970年公開（成人映画・映倫番号 不明）

### 1971年
- 『絶倫男千一夜』（『絶倫千一夜』） : 監督小川欽也、主演白川和子、製作・配給大蔵映画、1970年12月19日審査・1971年1月3日公開（成人映画・映倫番号 16602）
- 『㊙おんな天国』（『オールカラー ㊙おんな天国』[15]『(裸)おんな天国』[12]） : 監督沢賢介、共演川村冬子・杉村久美、製作関東ムービー配給社・サワプロダクション、配給OP映画配給、1970年12月11日審査・1971年1月公開（成人映画・映倫番号 16623） - 主演
- 『欲情する思春期娘』 : 監督小川欽也、主演祝真理、製作・配給大蔵映画、1971年5月25日審査・6月公開（成人映画・映倫番号 16791）
- 『痴情パラダイス』[15]（『痴情のパラダイス』[9]） : 監督都築葉之助（都築藤之介とも[9]）、主演杉村久美、製作音映、配給国映、1971年6月7日審査・同月公開（成人映画・映倫番号 16806）
- 『指と舌』 : 監督門前忍、主演東祐里子、製作関東映配・わたなべぷろだくしょん、配給OP映画配給、1971年6月7日審査・7月公開（成人映画・映倫番号 16816）
- 『肉欲の花開く』 : 監督小川欽也、主演杉村久美、製作・配給大蔵映画、1971年6月25日審査・7月公開（成人映画・映倫番号 16831）
- 『抜き身の拳銃 欲望に狂う奴ら』 : 監督葉山隣、主演祝真理、製作・配給葵映画（六邦映画とも）、1971年7月23日審査・8月公開（成人映画・映倫番号 16867）
- 『女体公害』 : 監督小川欽也、主演林美樹、製作・配給大蔵映画、1971年7月21日審査・8月公開（成人映画・映倫番号 16855）
- 『性の炎情』 : 監督佐々木元、主演高見由紀、製作ワールド映画、配給OP映画配給、1971年7月23日審査・9月公開（成人映画・映倫番号 不明）
- 『乱れた痴態』 : 監督小川欽也、主演瀬川ルミ、製作・配給大蔵映画、1971年8月27日審査・9月公開（成人映画・映倫番号 16897）
- 『色暦大奥秘話』 : 企画三浦朗、監督林功、主演小川節子、製作・配給日活、1971年11月20日公開（成人映画・映倫番号 16940） - 出演・「音羽」役、68分の上映用プリントをNFCが所蔵[8]

### 1972年
- 『ラブ・ハンター 恋の狩人』[9]（『恋の狩人 ラブ・ハンター』[12]） : 企画三浦朗、監督山口清一郎、主演原英美、製作・配給日活、1972年1月18日公開（成人映画・映倫番号 16974） - 出演・「恵子」役、72分の原版が現存・2007年ジェネオンがDVDビデオグラム発売[11]
- 『色情狂い咲き』 : 監督小川欽也、共演藤ひろ子・大芝かほり、製作・配給大蔵映画、1971年12月20日審査・1972年1月公開（成人映画・映倫番号 17034） - 主演
- 『㊙ナイトクラブの女高生』 : 製作原田博幸、企画・監督新船澄孝（新藤孝衛とも）、助監督中川亘、主演谷身知子、製作関東ムービー配給社・青年芸術映画協会、配給関東ムービー配給社、1971年12月28日審査・1972年2月公開（成人映画・映倫番号 17063） - 出演・「絹子」役
- 『獣欲』 : 監督今井敏夫、主演杉村久美、製作・配給大蔵映画、1972年2月28日審査・3月公開（成人映画・映倫番号 17108）
- 『残酷ポルノ 昭和猟奇犯罪実録』 : 監督・脚本小林悟、主演小川マリヤ、製作・配給葵映画、1972年2月19日審査・3月公開（成人映画・映倫番号 不明）
- 『淫婦の性歴書』 : 監督・脚本小林悟、主演杉村久美、製作・配給葵映画、1972年3月25日審査・4月公開（成人映画・映倫番号 17145）
- 『雨のヘッドライト』 : 企画松岡明、監督小沼勝、主演田中真理、製作・配給日活、1972年5月17日公開（成人映画・映倫番号 17177） - 出演・「ヤスヨ」役
- 『ブルーフィルム一代女』 : 監督新船澄孝（新藤孝衛とも）、主演高見由紀、製作関東ムービー配給社、配給OP映画配給、1972年5月17日審査・6月公開（成人映画・映倫番号 17206）
- 『エロチカ色合戦』[9]（『エロチカイロ合戦』[15]） : 監督小川欽也、主演林美樹・大月麗子、製作・配給大蔵映画、1972年8月公開（成人映画・映倫番号 17263）
- 『ヤングレディ 性生活』 : 監督山本晋也、製作東京興映、配給新東宝興業、1972年8月公開（成人映画・映倫番号 17302）
- 『セックス裏入門』 : 監督小川欽也、主演林美樹、製作・配給大蔵映画、1972年6月17日審査・9月公開（成人映画・映倫番号 17242）
- 『逆転セックス』 : 監督小川卓寛、主演林美樹、製作・配給大蔵映画、1972年9月公開（成人映画・映倫番号 17286）
- 『江戸小町 淫の宴』 : 企画伊藤亮爾、監督加藤彰、主演小川節子、製作・配給日活、1972年9月27日公開（成人映画・映倫番号 17342） - 出演・「お時」役
- 『未開娘の性』 : 監督小川卓寛、主演林美樹、製作・配給大蔵映画、1972年11月公開（成人映画・映倫番号 17353）
- 『セックス修学旅行』 : 監督小川卓寛、主演城新子、製作・配給大蔵映画、1972年11月公開（成人映画・映倫番号 17383）
- 『金髪娘とエロ事師』 : 監督秋山駿、主演ダナ・ケイ、製作プリマ企画、配給日活、1972年12月2日公開（成人映画・映倫番号 不明）

### 1973年
- 『脱獄犯のバラード 愛欲への暴走』[12]（『愛欲への暴走』[9]） : 監督・脚本西原儀一、主演林美樹、製作・配給葵映画、1973年1月公開（成人映画・映倫番号 17498）
- 『性愛秘術』 : 監督小川卓寛、主演林美樹、製作・配給大蔵映画、1973年2月公開（成人映画・映倫番号 17467）
- 『浮気寝屋』（『浮気寝室』） : 監督山本晋也、主演城新子、製作大東映画、配給OP映画配給、1973年9月公開（成人映画・映倫番号 17747）
- 『女肌は愛に濡れた』 : 監督栗原甲、主演城新子、製作大東映画、配給OP映画配給、1973年12月公開（成人映画・映倫番号 17830）
- 『馬性陰獣』[9][15]（『魔性の淫獣』[12]） : 監督沢賢介、共演吉田純・花園恵子、製作関東ムービー配給社、配給OP映画配給、1973年12月公開（成人映画・映倫番号 17854） - 主演
- 『寝わざ秘戯』 : 監督渡辺護、主演青山リマ、製作大東映画、配給OP映画配給、1973年12月公開（成人映画・映倫番号 17862）

### 1974年
- 『ポルノだョ！全員集合㊙わいせつ集団』（『ドキュメントポルノ ポルノだョ！全員集合（秘）わいせつ集団』） : 監督山本晋也、主演桜マミ、製作プリマ企画、配給日活、1974年3月公開（成人映画・映倫番号 17950） - 出演、73分の原版が現存・2011年アップリンクがDVDビデオグラム発売[11]
- 『(秘)香港人肉市場』 : 企画・監督・脚本沢賢介、主演野上正義・東祐里子、製作サワプロダクション、配給日活、1974年7月20日公開 - 出演・「劉明敏」役
- 『性炎の女』 : 監督佐々木元、主演南ゆき、製作大東映画、配給OP映画配給、1974年7月公開（成人映画・映倫番号 18069）
- 『色情乱れ床』 : 監督小川卓寛、主演南ゆき、製作・配給大蔵映画、1974年7月公開（成人映画・映倫番号 18078）
- 『セミドキュメント オカルトSEX』 : 製作渡辺忠、監督・脚本山本晋也、撮影久我剛、主演野上正義・南ゆき、製作ワタナベプロダクション、配給日活、1974年8月3日公開 - 出演・「夜の女」役、67分の原版が現存・日活がオンライン映像配信
- 『牝獣の体臭』 : 監督影山明文、主演真湖道代、製作ワールド映画、配給OP映画配給、1974年9月公開（成人映画・映倫番号 18131）
- 『セミドキュメント (秘)パンマ』 : 製作真湖道代、企画渡辺忠、監督代々木忠、撮影久我剛、主演大原恵子、製作ワタナベプロダクション、配給日活、1974年10月公開 - 出演・「ママ」役

### 1975年
- 『猛烈ポルノ列島』 : 監督・脚本中村幻児、撮影久我剛、主演鯉のぼる・坂本昭、製作ワタナベプロダクション、配給日活、1975年1月14日公開（成人映画・映倫番号 18261）
- 『セミドキュメント にっぽん痴漢五十年史』（『にっぽん痴漢五十年史』） : 監督山本晋也、撮影久我剛、主演桜マミ、製作ワタナベプロダクション、配給日活、1975年3月19日公開（成人映画・映倫番号 18319）
- 『女が腰をゆするとき』 : 監督岸本恵一、主演大原恵子・霧川マリ、製作・配給ミリオンフィルム、1975年5月公開（成人映画・映倫番号 18344）
- 『情慾秘図』 : 監督三川和久、主演大原恵子・南ユキ、製作・配給大蔵映画、1975年7月4日公開（成人映画・映倫番号 不明）

### 1976年
- 『未亡人下宿 すぐ入れます』 : 製作真湖道代、企画渡辺忠、監督山本晋也、撮影久我剛、主演深見ジュン、製作ワタナベプロダクション、配給日活、1976年1月8日公開（成人映画・映倫番号 18593）
- 『セミドキュメント (秘)女肉市場』 : 監督代々木忠、撮影久我剛、主演南ゆき、製作ワタナベプロダクション、配給日活、1976年1月8日公開（成人映画・映倫番号 18600）
- 『痴漢と警察』 : 監督岡本愛、主演堺勝朗・小杉じゅん、製作・配給新東宝映画、1976年1月公開 - 主演
- 『出戻り 肉体のうずき』 : 監督山本晋也、撮影久我剛、主演大原恵子、製作ワタナベプロダクション、配給日活、1976年5月1日公開（成人映画・映倫番号 18717）
- 『新怪談色欲外道 お岩の怨霊四谷怪談』 : 監督小川卓寛、共演城新子・南ゆき、製作・配給大蔵映画、1976年5月29日公開（成人映画・映倫番号 18742） - 主演・「敏子」役
- 『セミドキュメント 痴漢のすすめ』 : 監督山本晋也、主演南ユキ、製作ワタナベプロダクション、配給日活、1976年7月7日公開
- 『牝猫相姦図』 : 監督小川卓寛、主演南ゆき・安田清美、製作・配給大蔵映画、1976年7月31日公開（成人映画・映倫番号 18790）
- 『セミドキュメント 悶絶キャバレー』 : 監督代々木忠、主演ティミー杉本、製作ワタナベプロダクション、配給日活、1976年10月20日公開
- 『或る強盗の手記 姦淫のざんげ』（『姦淫のざんげ ある強盗の手記』） : 監督小林悟、共演結城レナ・大月麗子、製作東活プロダクション（ゴールドプロモーション）、配給松竹、1976年11月16日公開 - 主演

### 1977年
- 『性の転落と幸福』 : 監督野上正義、主演沢木ミミ、製作・配給大蔵映画、1977年4月5日公開（成人映画・映倫番号 19066）
- 『女子大寮(秘)レポート 肉体入学式』 : 監督代々木忠、撮影久我剛、主演渚りな、製作ワタナベプロダクション、配給日活、1977年5月7日公開（成人映画・映倫番号 19080）
- 『濡れて新宿 売春母娘』 : 監督岡本愛、主演野田さとみ、製作・配給新東宝映画、1977年6月公開
- 『発情痴帯』 : 企画橋本新一、監督山本晋也、主演堺勝朗・橘雪子、製作東映東京撮影所、配給東映、1977年10月22日公開（成人映画・映倫番号 19204） - 出演・「志田竹子」役
- 『美貌OL 金曜日の匂い』 : 監督東一、主演ティミー杉本、製作ユニバースプロダクション、配給東映、1977年11月公開

### 1978年
- 『好色美容師』 : 製作渡辺輝男、企画渡辺忠、監督・脚本中村幻児、主演小川恵、製作ワタナベプロダクション、配給日活、1978年2月4日公開（成人映画・映倫番号 19322）
- 『不倫の午後 肌狂い』 : 監督和泉聖治、脚本木俣堯喬、撮影久我剛、主演珠瑠美、製作プロダクション鷹、配給日活、1978年2月18日公開（成人映画・映倫番号 19337）
- 『移動ラブホテル ㊙めろめろ』[11]（『移動ホテル (秘)めろめろ』[12]） : 監督中村幻児、主演野上正義・橘雪子、製作幻児プロダクション、配給ミリオンフィルム、1978年8月公開 - 出演、65分の原版が現存・『移動ラブホテル ㊙めろめろ』題で2004年エースデュースエンタテインメントがDVDビデオグラム発売[11]

### 1979年
- 『喧嘩道 けんかみち』 : 監督小平裕、主演小田島章、製作東映東京撮影所、配給東映、1979年2月24日公開（映倫番号 19653） - 出演・「老ストリッパー」役
- 『女高生 異常体験』 : 監督和泉聖治、主演柚木彩花、製作プロダクション鷹、配給にっかつ、1979年11月11日公開
- 『セミドキュメント 観光バス濡れ濡れジャック』 : 監督代々木忠[9][10]（久我剛とも[12][14]）、主演野上正義・北沢万里子、製作ワタナベプロダクション、配給日活、1979年12月8日公開（成人映画・映倫番号 19285）
- 『暴漢 処女を襲う!』 : 監督和泉聖治、主演朝霧友香、製作プロダクション鷹、配給にっかつ[14]（ミリオンフィルムとも[12]）、1979年12月8日公開（成人映画・映倫番号 19977） - 出演、63分の原版が現存・日活がオンライン映像配信

### 1980年 - 1984年
- 『女高生若い獣たち』 : 監督釜田千秋、主演蘭童セル、製作プロダクション鷹、配給大蔵映画、1980年9月公開
- 『セックス実験同棲』 : 監督飯泉大、主演水月円、製作・配給大蔵映画、1981年9月公開
- 『トルコ行進曲 夢の城』 : 監督瀬川昌治、主演奈美悦子、製作ISMいみずプロダクション、配給にっかつ、1984年1月13日公開（成人映画・映倫番号 111315） - 出演・「大塚光子」役

### 1985年 - 1988年
- 『生きてるうちが花なのよ死んだらそれまでよ党宣言』 : 監督森﨑東、撮影浜田毅、音楽宇崎竜童、主演倍賞美津子・原田芳雄、製作キノシタ映画、配給ATG、1985年5月11日公開 - 出演・「ギン子」役、105分の原版が現存・2012年東映ビデオがDVDビデオグラム発売[11]
- 『男館に夜叉がいる』 : 監督・脚本堺勝朗、製作SKIプロジェクト、配給ENKプロモーション、1986年公開[30]
- 『君は裸足の神を見たか』 : 監督金秀吉、助監督月の木隆、主演石橋保、製作ATG・日本映画学校、配給ATG、1986年4月26日公開 - 出演・「鷲悦子」役
- 『ぞろ目を狙え』 : 監督・脚本堺勝朗、製作・配給ENKプロモーション、1986年公開[31]
- 『刺青・愛・乱舞』 : 監督港雄一、製作・配給ENKプロモーション、1986年公開[32]
- 『裏ビデオONANIE 遊戯』 : 監督北沢幸雄、脚本・助監督荒木太郎、主演岸本かおる、製作飯泉プロダクション、配給新東宝映画、1988年9月10日公開（成人映画・映倫番号 112787） - 出演、59分の上映用プリントをNFCが所蔵[8]

### 1995年 - 1999年
- 『徳川無頼帳』 : 主演千葉真一、製作テレビ東京/時代村、1992年4月14日 - 同年9月29日放映（全24話・連続テレビ映画）
- 『姫将軍大あばれ』 : 主演本倉さつき、製作テレビ東京/ジャングル、1995年4月7日 - 1996年3月放映（全48話・連続テレビ映画）
- 『不浄下半身 尼寺の情事2』 : 監督・脚本・編集北沢幸雄、主演佐々木基子、製作ナックジャパン、配給エクセスフィルム、1998年12月25日公開（成人映画・映倫番号 115466）
- 『濡れた女教師 罪深き性愛』 : 製作飯泉幸夫、監督・脚本北沢幸雄、主演佐々木基子、製作ナックジャパン・ファイブフェイズ、発売ハピネットピクチャーズ、1998年12月発売（ビデオ映画） - 出演、2001年にアネックがDVDビデオグラム発売
- 『好色夫婦 すすって欲しい』 : 監督・主演荒木太郎、脚本吉行由実、主演山崎瞳、製作多呂プロ、配給大蔵映画、1999年1月16日公開

### 2001年 -
- 『姉妹OL 抱きしめたい』[12]（ビデオ題『姉妹の告白 ふたりの肌くらべ』） : 企画朝倉大介、監督田尻裕司、主演金井悦子、製作国映、配給新東宝映画、2001年9月28日公開 - 出演、63分の原版が現存・『姉妹OL 抱きしめたい』で2004年アップリンクがDVDビデオグラム発売[11]
- 『ハードレイプ すすり泣く人妻』 : 監督荒木太郎、脚本渡辺護、主演富士川真林、製作多呂プロ、配給オーピー映画、2003年9月5日公開 - 出演・「大塚芳子」役、60分の原版が現存・大蔵映画がオンライン映像配信
- 『定食屋の若奥様 やめて、義父さん!』 : 監督・脚本野上正義、助監督城定秀夫、主演三月舞、製作キティスタジオ、配給エクセスフィルム、2004年3月5日公開（成人映画・映倫番号 116910） - 出演・「たま」役、70分の原版が現存・2006年デジタル・コンテンツ・ホールディングスがDVDビデオグラム発売[11]
- 『Mの呪縛』 : 監督新里猛、原作団鬼六、主演成田愛、製作・配給新東宝映画、2009年1月10日公開 - 出演「高橋キヌ」役、63分の原版が現存・2009年GPミュージアムソフトがDVDビデオグラム発売[11]

## ビブリオグラフィ
国立国会図書館蔵書等にみる書誌である。
- 表紙 : 『成人映画』第35号所収、現代工房、1968年12月1日発行
- 「目で見る履歴書 乱孝寿のすべて」 : 『映画エロチカ封切館 PINKY』昭和46年4月号所収、東京三世社、1971年4月発行
- 「ピンク女優の性座談会」祝真理・中津巴・乱孝寿 : 『週刊実話』創刊700号記念号所収、日本ジャーナルプレス、1972年5月24日発行
- 「風化地帯 12 艶舞座秋の公演」津田一郎 : 『創』第5巻第12号所収、創出版、1975年12月発行、p.177.
- 「異色女優に第三種マル秘接近」サロメ角田・小杉じゅん・加山麗子・乱孝寿 : 『映画エロトピア'78 CINEMA SPOT』6月号所収、サン出版、1978年6月発行
- インタビュー・乱孝寿 : 『映画秘宝』2009年4月号所収、洋泉社、2009年4月発行
- インタビュー12「まぼろしのピンク映画最多出演女優」乱孝寿 : 『昭和桃色映画館 まぼろしの女優、伝説の性豪、闇の中の活動屋たち』所収、鈴木義昭、社会評論社、2011年5月27日 ISBN 478450964X